# Hvězdná noc
Hvězdná noc (nizozemsky De sterrennacht) je obraz od nizozemského postimpresionisty Vincenta van Gogha, na němž převládají barvy noci. Olejomalbu namaloval v červnu 1889. Kompozice zachycuje pohled z pokojového okna sanatoria v jihofrancouzském městě Saint-Rémy-de-Provence. Přestože obraz zobrazuje noční výjev, umělec jej vytvořil po paměti během dne. Dílo je od roku 1941 součástí stálé kolekce newyorského Muzea moderního umění, konkrétně je pak zahrnuto do odkazu Lillie P. Blissové.
Obraz patří mezi nejznámější malby Van Gogha a v jeho uměleckém vývoji představuje konečný příklon k výraznějšímu imaginativnímu osvobození.

## Vznik díla
V dopise 1888 směřovaném příteli Émilu Bernardovi vyjádřil Van Gogh touhu namalovat noční oblohu a vznesl dotaz, zdali by mohl svůj záměr realizovat přímo v přírodě, jak to činili impresionisté.

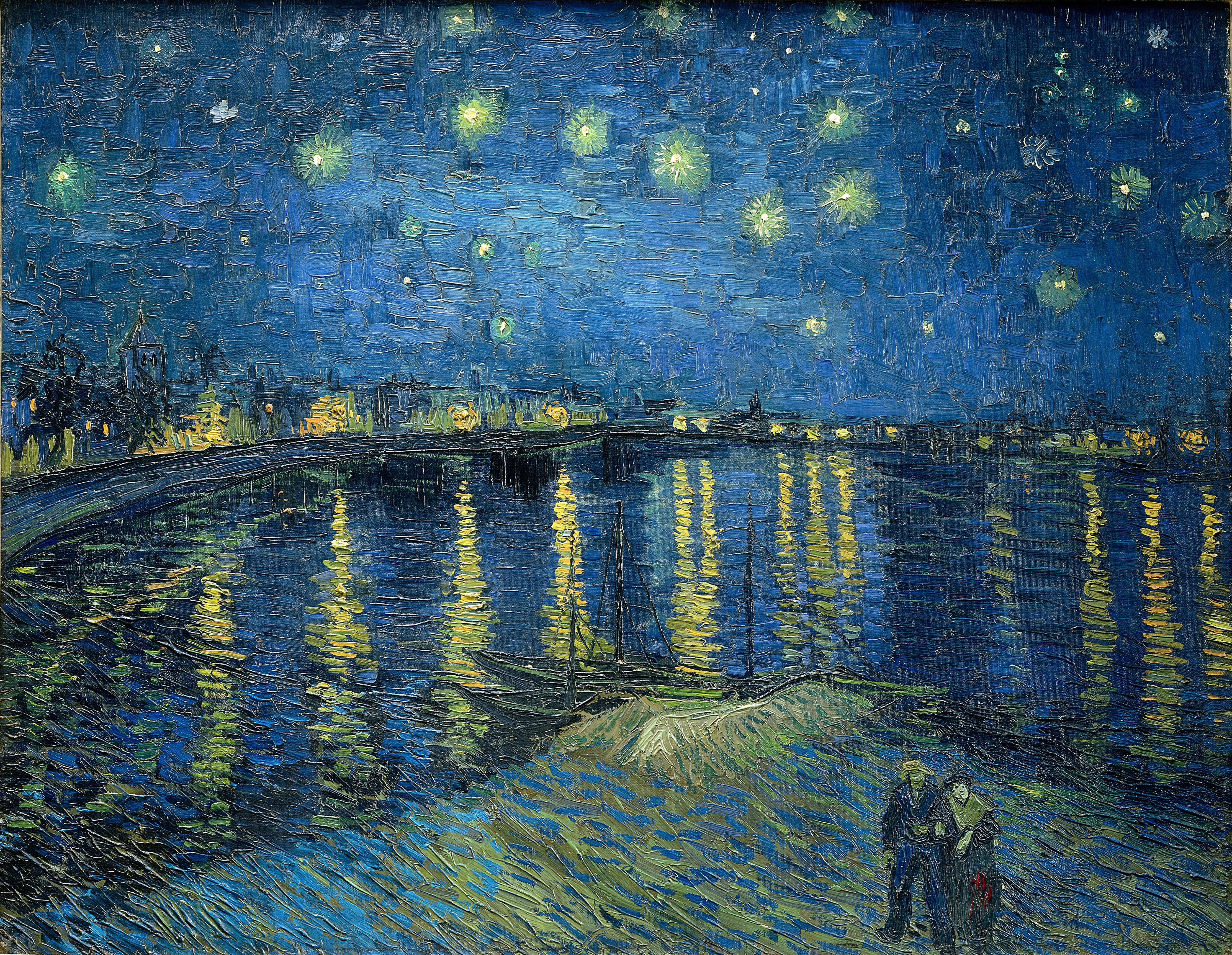
Hvězdná noc nad Rhônou, 1888, olej na plátně

V září 1888, před prosincovým zhroucením, které vyústilo v hospitalizaci v Arles, namaloval obraz Hvězdná noc nad Rhônou (malba vlevo). Dílo vzniklo přímo v přírodě, když maloval v noci pod plynovou lampou. Svému mladšímu bratru Theovi napsal:
| „ | … činí mi potěšení dělat to, co je obtížné. Nezastaví to mou ohromnou potřebu, musím říci slovo – víru –, abych v noci vyšel ven a nakreslil hvězdy. | “ |

V květnu 1889 se Van Gogh rozhodl uchýlit do sanatoria v provensálském Saint-Rémy, kde prožil zbytek roku. Čas naplněný prací byl plodný, přestože docházelo k opakovaným atakám, které pro něj znamenaly neschopnost tvorby. Krajina v okolí sanatoria jej inspirovala ke vzniku Hvězdné noci, obrazu namalovaného v červnu 1889. Na rozdíl od předchozí práce Hvězdné noci nad Rhônou, byla noční scenérie vytvořena za denního světla, z nočních vzpomínek.
Uprostřed září 1889, po těžké krizi trvající od poloviny července do konce srpna, uvažoval o tom, že Hvězdnou noc zahrne do příští série obrazů, které odešle mladšímu bratru Theu van Goghovi do Paříže. Aby snížil přepravní náklady, vyřadil ze zásilky tři díla, včetně Hvězdné noci, již nakonec odeslal až v další várce. Když Theo po doručení nákladu okamžitě neodpovídal, dotázal se Vincent bratra na obrazy ještě jednou, a až následně obdržel jeho komentář ke své poslední práci.

### Námět
V centrální pozici je zachycena obec a nad ní vířící nebe. Pohled vychází ze sanatoria směrem k severu. Do pravé části je zasazen masiv Alpilles (Alpiček). Přesto se zdá, že na obrazu existuje drobný nesoulad mezi skutečnou scenérií masivu a navazujícími kopci, které jako by pocházely z jiné části okolní krajiny, položené jižně od sanatoria. Do levé části kompozice byl přidán cypřišový strom. Van Gogh již při svém pobytu v Arles přesunul na obrazu Hvězdná noc nad Rhônou pozici souhvězdí Velké medvědice ze severu na jih.

## Komentáře

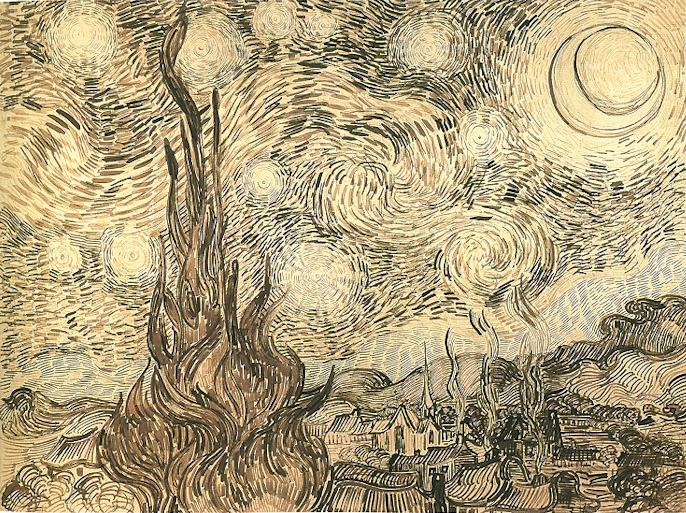
Van Goghova perokresba Cypřiše v Hvězdné noci provedená rákosovým perem v roce 1889 po vzniku obrazu. Původně umístěna v Kunsthalle Bremen, nyní v držení sporné Baldinovy sbírky.

- Britský spisovatel Simon Singh, píšící zejména o matematických tématech, ve své knize Big Bang (Velký třesk) uvedl, že Hvězdná noc vykazuje pozoruhodné podobnosti ke skice Whirlpool Galaxy (Vířící galaxie), načrtnuté britským hvězdářem lordem Williamem Parsonsem, jenž postavil několik dalekohledů, a který svou skicu vytvořil čtyřicet čtyři let před van Goghem.
- Kresba byla podrobena srovnání s astronomickou fotografií hvězdy nesoucí jméno V838 Monocerotis, kterou zachytil Hubbleův vesmírný dalekohled v roce 2004.[12] Oblaka plynu obkružující hvězdu se podobají vířícím proudům použitým van Goghem na malbě.
- Historik umění Joachim Pissarro označil Hvězdnou noc za příklad autorovy fascinace obrazem noční krajiny.[13]